# Wilton (Alabama)
Wilton – miasto w Stanach Zjednoczonych, w stanie Alabama, w hrabstwie Shelby. W roku 2023 miasto zamieszkiwały 593 osoby, a gęstość zaludnienia wynosiła 269,5 osoby/km².